# Tafelloge

Eine Tafelloge um 1843

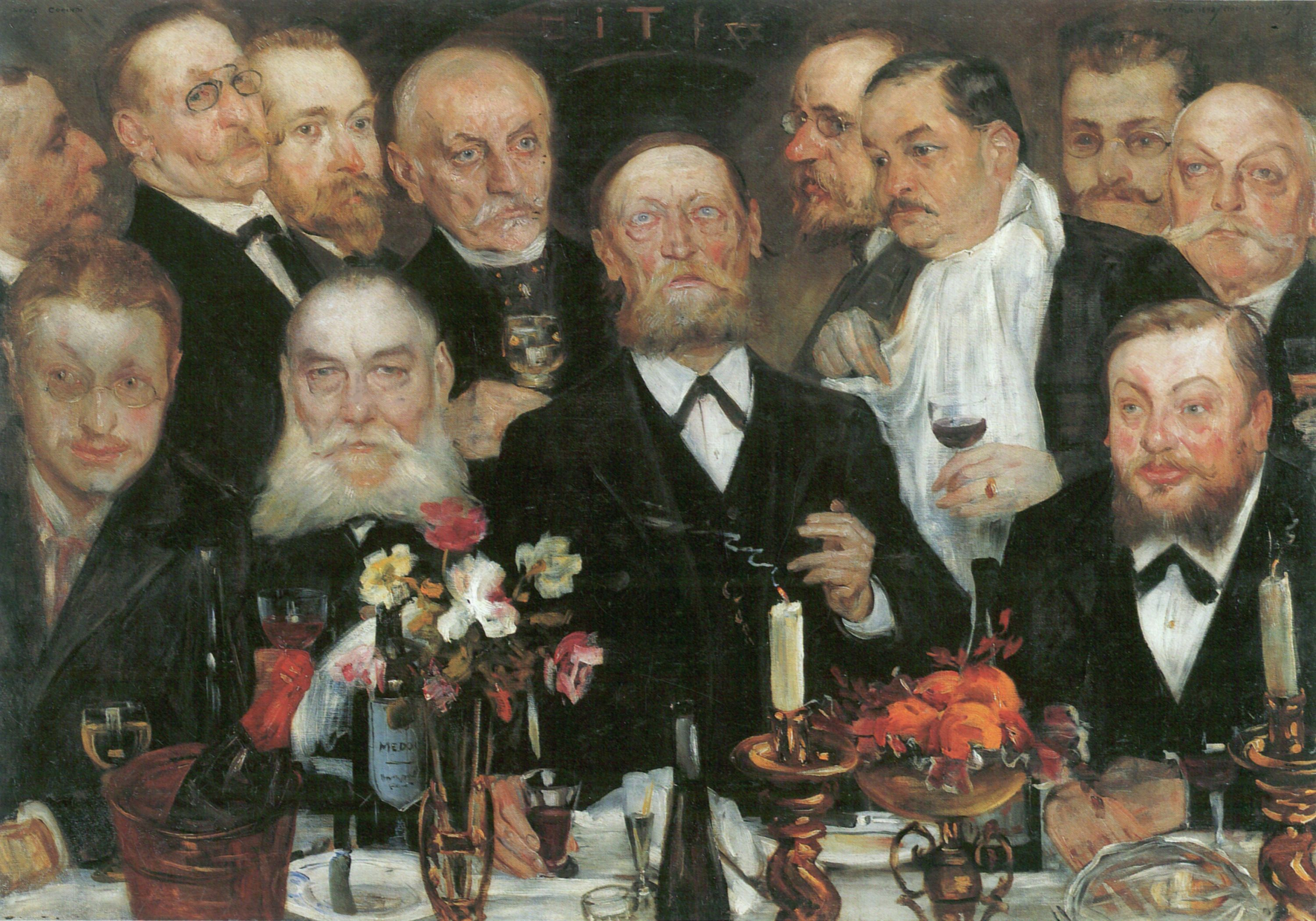
Die Logenbrüder von Lovis Corinth bei der Tafelloge (Ölgemälde von 1899)

Die Tafelloge ist ein Freimaurer-Ritual, welches zu feierlichen Anlässen in Form eines Banketts abgehalten wird, z. B. beim Stiftungsfest oder nach der Aufnahme eines Suchenden in den Freimaurerbund.
Zur Tafelloge gehören traditionelle Toaste, sogenannte Gesundheiten, welche in festen rituellen Abläufen ausgebracht werden. Eine Tafelloge unterscheidet sich vom Brudermahl durch die rituellen Anteile und die Sitzordnung und ist damit deutlich feierlicher.
Ende der vierziger und anfangs der fünfziger Jahre des 18. Jahrhunderts entstanden dann in England die ersten so genannten "Feuergläser" (firing glasses), benannt nach dem "gefeuerten Toast" der Freimaurer. Schon diese Gläser hatten einen stark ausgebildeten und verstärkten Fuß, damit sie beim kräftigen Absetzen nicht zu Bruch gingen.
An den Fürstenhäusern der damaligen Zeit war es üblich, gute Wünsche durch Böllerschüsse aus Kanonen zu bekräftigen. Symbolisch entsprach dies durchaus dem freimaurerischen Zutrunk, der letztlich nichts anderes ausdrückte (siehe auch Salutschuss).

## Durchführung
Während einer Tafelloge sitzen die Brüder (üblicherweise) in einer U-förmigen Anordnung. |_|
Die Tafelloge wird von dem Meister vom Stuhl und seinen beiden Aufsehern geleitet. Während der Meister am Kopf der Tafel sitzt, (als Kopf gilt die Querverbindung zwischen den langen Schenkeln, den sogenannten Kolonnen) haben die Aufseher ihren Platz am Ende der langen Schenkel um ihre Kolonnen zu beaufsichtigen. Der Rest der Brüder sitzt üblicherweise zwanglos in loser Ordnung in den Kolonnen. Die Plätze am Kopf (links und rechts des Meisters vom Stuhl) gelten als Ehrenplätze und werden entsprechend vergeben (dem neu aufgenommenen Bruder und seinem Bürgen, besuchenden Stuhlmeistern oder anderen Funktionsträgern). Sind keine "besonderen" Gäste anwesend, werden die Plätze als normale Plätze behandelt.
Die Trinkgefäße und die Karaffen sind entsprechend auf der Tafel ausgerichtet. Das bedeutet, dass die Trinkgefäße auf einem blauen Band stehen, welches über die gesamte Tafel verläuft. Das blaue Band ist ein Symbol für die Einigkeit unter den Freimaurern.
Das Essen wird, wie bei einer Tafel üblich, in mehreren Gängen gereicht. Dieser organisatorische Ablauf erlaubt es, die rituellen Teile vor, zwischen und nach den Gängen zu vollführen.

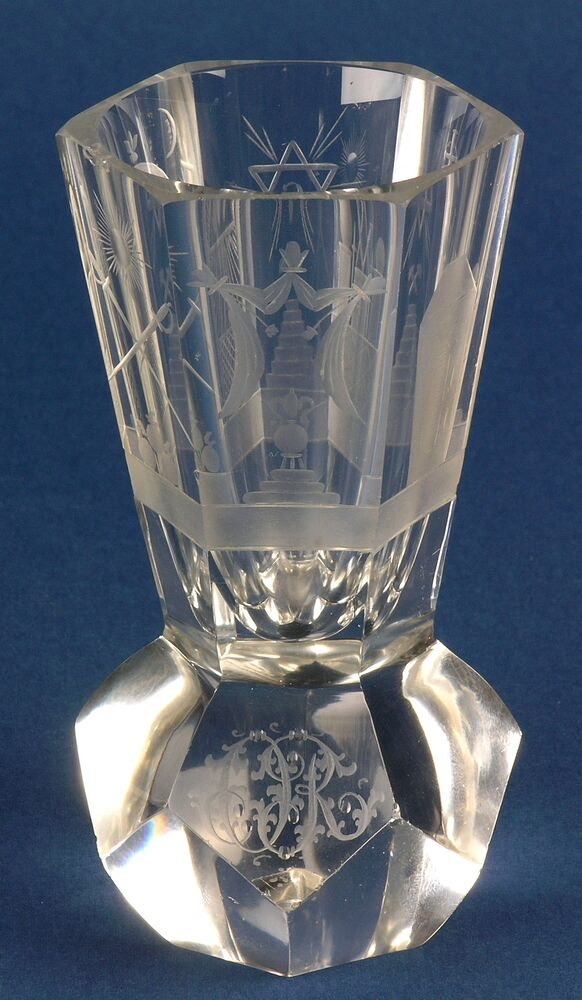
Freimaurerbecher ("Kanone"), 1910, Focke-Museum Bremen

Ein ritueller Teil ist das Ausbringen eines Toasts. Bevor ein Toast abgehalten wird, fordert der Meister vom Stuhl per Hammerschlag die Aufseher auf, die Brüder ihre Gläser füllen zu lassen. Die beiden Aufseher geben die Anweisung an die Brüder weiter, welche die Kanonen ihres Tischnachbarn füllen. Diese Geste unterstreicht symbolisch den dienenden Charakter der Brüder untereinander. Nachdem sich die Aufseher davon überzeugt haben, dass die Kanonen gefüllt sind, informieren sie den Meister, dass die Brüder bereit sind.
Der Meister spricht nun entweder selber einen Toast oder erteilt das Wort einem der Brüder. Der Redner erhebt sich, spricht ein paar Worte zum Thema (d. h. worauf getrunken wird) und endet mit der Bitte an den Meister die Brüder darauf trinken zu lassen.
Auf sein Geheiß stehen die Teilnehmer auf, halten mit ausgestrecktem Arm die Kanone vor sich und leeren diese auf Kommando in drei Zügen (Schluck) aus. Ein anschließendes festes Aufsetzen der Trinkgefäße gilt als symbolischer Salutschuss. Der anschließende gemeinsame Ausruf „Er/Sie/Es lebe/n“ unterstreicht die Zustimmung der Trinkenden zu dem Trinkspruch.
Eine Besonderheit ist der letzte Trinkspruch, der immer den abwesenden Brüdern gilt. Ob dabei das Glas in einem Zug oder auch in drei Zügen geleert wird, unterscheidet sich von Großloge zu Großloge. Allen gemein ist aber, dass das Glas dabei still abgesetzt wird.
Die Trinksprüche werden üblicherweise auf:
- das Wohl des entsprechenden Vaterlandes
- die königliche Kunst
- das Wohl der Schwestern (Ehefrauen der Freimaurer)
- das Wohl der besuchenden Brüder
- die Vereinigten Großlogen von Deutschland
- und zum Gedenken an alle kranken und verstorbenen Brüder

ausgebracht.

## Tafellieder
Tafellieder werden zwischenzeitlich an der Tafel gesungen, um das Gemeinschaftsgefühl der Freimaurer untereinander zu bekräftigen. Meist werden diese direkt nach dem Trinkspruch angestimmt. Dieser Brauch ist aber heute nur noch vereinzelt anzutreffen.

## Die Bedeutung der Servietten
In der zweiten Hälfte des 18. Jahrhunderts bildete sich der Brauch, eine Serviette über den Arm oder die Schulter zu legen. Dieser Brauch wird noch in manchen Logen gepflegt.
- Der Lehrling nimmt die Serviette mit einem Zipfel in die linke Hand und wickelt den Rest um das Handgelenk.
- Der Geselle schlägt die Serviette über den linken Unterarm.
- Der Meister wirft die Serviette offen über die linke Schulter.

Eine gängige Erklärung wird auf die Ursprünge im Steinmetzwesen und der Arbeit mit Eisen und Knüpfel zurückgeführt.
Der Lehrling muss die linke Hand (die den Meißel hält) vor Fehlschlägen mit dem Hammer und fliegenden Steinsplittern schützen. Der Geselle ist im Umgang geübt, hält das Tuch aber bereit um evtl. Splitter wegzuwischen. Der Meister, der mehr planerische Arbeit tätigt, trägt es locker über die Schulter, weil es zwar dazugehört, er es aber eigentlich nicht mehr braucht.

## Kanonen
Die Trinkgefäße werden in der Freimaurerei auch Kanonen genannt, weil mit ihnen symbolisch ein Salutschuss abgefeuert wird.
Meistens sind viele der Kanonen mit Symbolen aus der Freimaurerei verziert. Der Glasboden ist verstärkt, um Glasbruch zu vermeiden.

## Die weiße Tafel
Eine besondere Form der Tafelloge ist die sogenannte Weiße Tafel. Während an einer Tafelloge nur Freimaurer teilnehmen, haben an der weißen Tafel auch Partner und/oder Gäste einen Platz. Üblicherweise werden die rituellen Teile dabei gekürzt und/oder angepasst.
In manchen Logen ist es üblich, ein Brudermahl, zu dem Gäste eingeladen werden, als weiße Tafel zu bezeichnen. Dabei werden dann auch schon mal Vorträge an der Tafel gehalten.

## Nachahmungen
Das freimaurerische Trinkritual wird in stark abgewandelter Form in vielen Studentenverbindungen praktiziert. Hier wird ein so genannter Salamander gerieben.